# Henni Forchhammer
Henriette Sophie Forchhammer surnommée Henni, ou Margarete Forchhammer, née le 8 mars 1863 à Aalborg (Danemark) et morte le 31 mai 1955 à Frederiksberg (Danemark), est une enseignante et féministe danoise.

## Biographie
Elle est la petite-fille du géologue Johan Georg Forchhammer et la petite nièce de l'historien August Friedrich Wilhelm Forchhammer (en). Elle est la fille du philologue Johannes Forchhammer (en). Elle a un frère, le médecin Georg Forchhammer (en) et est la tante de l'acteur Bjarne Forchhammer.
En 1899, elle cofonde le Conseil des femmes du Danemark (en), association affiliée au Conseil international des femmes ; elle est la vice-présidente de cette dernière structure entre 1914 et 1930. Elle est aussi l'une des cofondatrices de la section danoise de la Ligue internationale des femmes pour la paix et la liberté, la Danske Kvinders Fredskæde (en) (DKF), qui compte Thora Daugaard et Clara Tybjerg parmi ses dirigeantes. De 1920 à 1937, elle est déléguée à la Société des Nations.

## Sources
- (en) Cet article est partiellement ou en totalité issu de l’article de Wikipédia en anglais intitulé « Henni Forchhammer » (voir la liste des auteurs).

- Notices dans des dictionnaires ou encyclopédies généralistes :   - Collective Biographies of Women
  - Dansk biografisk leksikon
  - Dansk kvindebiografisk leksikon
  - Den Store Danske Encyklopædi
  - Nationalencyklopedin
- Notices d'autorité :   - VIAF
  - ISNI
  - IdRef
  - GND
  - CiNii
  - Pays-Bas
  - Pologne